# Vražda (příjmení)
Vražda je velmi zřídkavé české příjmení rozšířené pouze v Čechách. Mezi známé nositele patřili příslušníci původně vladyckého rodu Vraždů z Kunvaldu. Rod vymřel v první polovině 20. století, jméno však přetrvalo ve jménu obce Vraždovy Lhotice.